# Stygobromus johanseni
Stygobromus johanseni is een vlokreeftensoort uit de familie van de Crangonyctidae. De wetenschappelijke naam van de soort is voor het eerst geldig gepubliceerd in 1920 door Clarence Raymond Shoemaker.